# Тања Савичева
Татјана Николајевна Савичева (рус. Татьяна Николаевна Савичева, 23. јануар 1930 — 1. јул 1944), познатија као Тања Савичева (рус. Таня Савичева), била је совјетска девојчица позната због опсаде Лењинграда током Другог светског рата. Датуме смрти њених вољених записала је у облику дневника од девет страница, у свесци своје старије сестре Нине.

## Пре рата
Рођена 23. јануара 1930, Татјана је била најмлађа ћерка у породици пекара Николаја Родионовича Савичевог и шваље Марије Игнатијевне Савичеве. Отац јој је умро кад је имала шест година, па јој је мајка остала сама са петоро деце — девојчицама Тањом, Евгенијом (Жењом) и Нином и дечацима Михаилом (Мишом) и Леонидом (Љоком).
Савичеви су планирали да лето 1941. проведу у селу, али их је напад на Совјетски Савез 22. јуна у томе спречио. Сви сем Мише, који је раније отишао, одлучили су да остану у Лењинграду. Породица је потпомагала совјетску војску — Марија је шила униформе, Љока је радио као пројектант у министарству ратне морнарице, Жења у фабрици муниције, Нина на изградњи градске одбране, а ујаци Васја и Љоша у противваздушној одбрани. Тања, која је тада имала 11 година, ископавала је ровове.

## Тањин дневник
Неколико дана након што се Нина једноставно није вратила са посла, мајка је Тањи дала Нинину свеску. Њу је Тања користила да започне мали дневник. Раније, Тања је имала прави, обимнији дневник, али га је спалила када ничега другог није имало за огрев. Сваки дан, Жења је устајала пре зоре. Ходала је неколико километара до фабрике у којој је производила нагазне мине радећи у две смене. Сем тога, донирала је крв. Услед свега тога, њено тело је ослабило, па је умрла у фабрици 28. децембра 1941. Тањина бака Евдокија Григоријевна умрла је 25. јануара 1942. Брат Љока умире 17. марта. Ујаци, које је звала деде, такође су умрли — Васја 13. априла, а Љоша 10. маја. Последња је умрла мајка — 13. маја. Тања је остала сама.
|  | «Женя умерла 28 декабря в 12 часов утра, 1941 г.» «Бабушка умерла 15 января в 3 часа дня, 1942 г.» «Лёка умер 17 марта в 5 часов утра, 1942 г.» «Дядя Вася умер 13 апреля в 2 часа ночи, 1942 г.» «Дядя Лёша 10 мая в 4 часа дня, 1942 г.» «Мама — 13 мая в 730 утра 1942 года.» «Савичевы умерли.» «Умерли все.» «Осталась одна Таня.» |

## Болест и смрт
Августа 1942, Тања је постала једна од 140 деце спашених из Лењинграда и доведених у село Красни Бор. Сви су преживели сем ње. Анастасија Карпова, учитељица у тамошњем сиротишту, послала је писмо Тањином брату Михаилу, који је био ван Лењинграда: Тања је жива, али не изгледа здраво. Доктор, који ју је скорије посетио, каже да је веома болесна. Потребни су јој одмор, посебна нега, добра исхрана, боље окружење и, пре свега, мајчинска брига. Маја 1944, услед погоршања стања, Тања је послата у болницу у селу Шатки, где је умрла месец дана касније, 1. јула, услед цревне туберкулозе.

## Завештање
Током нирнбершких суђења, један од докумената која су представили савезнички тужиоци наводно је била и свеска која је припадала Тањи. Међутим, ова тврдња није потврђена. Разлог за сумњу је тај што би дневник остао у архиву суда да је коришћен као доказ.
Нина и Михаил су се вратили у Лењинград након рата. Михаил је за време рата био у селу, а Нина се није вратила кући не зато што је умрла, како су Савичеви мислили, већ зато што је, као узорна радница, хитно пребачена до Ладошког језера и евакуисана. Данас је оригинал Тањиног дненвика изложен у Лењинградском историјском музеју, а једина копија на Спомен гробљу Пискарјовскоје.
Тања и њен дневник постали су симбол опсаде Лењинграда у послератном Совјетском Савезу. Маја 1972, откривен је њен споменик у Шаткију, који је касније проширен на меморијални комплекс. Сем тога, астероид откривен 1960. назван је 2127 Тања. Мика Антић је написао прозу „Један изгубљени рандеву“ инспирисан Тањиним дневником.